# Gerald et Charlene Gallego
Gerald Armond Gallego (17 juillet 1946 - 18 juillet 2002) et Charlene Adell Gallego (née Williams le 10 octobre 1956) sont deux tueurs en série américains qui ont terrorisé la région de Sacramento en Californie entre 1978 et 1980. Ils ont assassiné dix personnes, pour la plupart des adolescentes.

## Les auteurs

### Gerald Gallego (1946-2002)
Gerald Gallego Jr. était ce que l'on pouvait appeler un garçon mal parti dans la vie : né à Sacramento en Californie d'une mère prostituée et d'un père criminel condamné à mort puis exécuté le 3 mars 1955 pour le meurtre de deux policiers dans l'État du Mississipi (dont un pendant son évasion), Gerald suivit dès l'âge de dix ans les traces de ce père qu'il ne connaissait pas et fut arrêté pas moins de 23 fois pour divers vols, cambriolages, agressions, fugues et actes de vandalisme. Ses faits les plus graves furent le viol d'une fillette de six ans lorsqu'il avait 13 ans ainsi qu'une attaque à main armée doublée d'une évasion en 1969 pour laquelle il purgea une peine de trois ans de prison.
Gallego exerça divers jobs comme barman ou chauffeur de camion. Il se maria sept fois au total, dont deux avec Charlene Williams. Il était encore marié à une précédente femme lorsqu'il épousa Charlene la première fois et traînait de surcroît une sinistre réputation d'homme violent et de coureur de jupons, en particulier auprès de très jeunes filles à la chevelure blonde.

### Charlene Williams-Gallego (1956-
L'enfance de Charlene Williams était l'exacte opposée de celle de son futur mari : unique enfant de Mercedes Idell et de Charles Alvin Williams, vétéran de la seconde guerre et vice-président d'une importante chaîne d'épicerie, Charlene était née à Stockton en Californie mais avait grandi à Arden Park, une banlieue cossue de Sacramento où elle avait été choyée. Très bonne élève et violoniste accomplie, elle tomba dans l'alcool et la drogue à son entrée au lycée. Elle obtint néanmoins son bac de justesse mais échoua dans ses études supérieures. Elle se maria et divorça deux fois avant ses 21 ans.  

### Formation du couple
Gerald et Charlène firent connaissance dans un club de Sacramento en septembre 1977. Ce fut le coup de foudre immédiat pour le jeune homme de 31 ans qui tomba sous le charme juvénile et la blondeur de Charlene. Il se fit très gentleman afin de la séduire mais dès lors qu'ils emménagèrent ensemble au bout de quelques semaines, Gerald adopta un comportement tyrannique ; il lui imposa de lui verser son salaire d'employée de supermarché, de s'habiller comme une adolescente et d'accepter ses écarts sexuels avec d'autres jeunes femmes. Charlene, totalement subjuguée par la virilité de son compagnon, ne protesta pas. Elle se laissa même séduire par les explications édifiantes de Gerald qui lui avait confié que seul l'asservissement de jeunes filles vierges pouvait rassasier son appétit sexuel et régler ses récurrents problèmes d'impuissance. Par conséquent, tous deux élaborèrent un plan afin de trouver quelques "esclaves sexuelles".

## Le parcours criminel du couple (11 septembre 1978-2 novembre 1980)

### Rhonda Scheffer et Kippi Vaught
Le 10 septembre 1978, Gerald repéra Rhonda Scheffer, 17 ans et Kippi Vaught, 16 ans, à la sortie du Country Club Plaza de Sacramento. Il demanda à Charlene (alors enceinte de deux mois) de les hameçonner en leur proposant d'aller fumer un joint. Les jeunes filles acceptèrent et suivirent Charlene jusqu'à l'arrière de la camionnette blanche du couple offerte par son père. Une fois grimpées à l'intérieur, Gerald les menaça à l'aide d'un pistolet calibre .25, les ligota avec du ruban adhésif puis demanda à Charlene de les surveiller tandis qu'il occupait le volant jusqu'à Baxter. Arrivé à une pinède, il fit descendre les deux adolescentes et les viola à plusieurs reprises sur un sac de couchage pendant que Charlene était retournée à Sacramento changer de véhicule. Trois heures plus tard, Charlene rejoignit Gerald qui fit monter les deux captives encore très choquées dans la Oldsmobile. Le couple se rendit près de Sloughhouse où Gerald fit sortir Rhonda et Kippi de la camionnette avant de les frapper à la tête avec un démonte-pneus et de les achever avec son pistolet. Alors qu'il regagnait le van, Gerald vit que Kippi bougeait encore. Il revint sur ses pas et lui tira une salve de trois balles dans la tête.
Le couple repartit en direction de leur appartement, dormit quelques heures puis partit jeter le lendemain leurs propres vêtements dans une benne à ordure ainsi que les sacs de leurs victimes, le démonte-pneus et le pistolet dans la Sacramento River.
Le 12 septembre, la disparation de Scheffer et Vaught fut portée au grand public ; le jeune époux de Rhonda supplia devant les caméras de télévision d'une chaîne locale qu'on l'aide à retrouver sa femme. Le lendemain, des travailleurs mexicains découvrirent les corps des deux disparues.
Le couple ne fut pas inquiété pendant de long mois car la police s'était lancée vers une fausse piste selon laquelle deux hommes noirs auraient été vus en train de faire monter Scheffer et Vaught dans une camionnette marron. Pendant ce temps, Charlene fit le nécessaire pour avorter à la demande de Gerald qui avait autre chose en tête qu'un projet bébé.

### Septembre 1978-juin 1979
Gerald avait prévu un voyage dans l'Oregon mais il bouscula soudainement ses plans en décidant d'une seule voix d'aller voir sa famille qui vivait dans un ranch en Californie. À leur arrivée, la grand-mère de Gerald apprit à Charlene que Sally Jo, la fille de 14 ans de Gerald, venait de porter plainte contre lui pour un nombre incalculable de viols subis pendant six ans. Toute la famille était au courant, dont la mère de Gerald qui avait appelé la police du comté. Le beau-père demanda à Gerald et Charlene de décamper s'ils ne voulaient pas avoir de problèmes, ce qu'ils firent en prenant une chambre dans un motel d'un comté voisin. Mais Gerald, furieux, obtint un rendez-vous avec sa mère dans un bar afin de récupérer les 700 dollars de pension qu'il avait versé à Sally Jo, considérant qu'elle ne méritait plus le moindre centime de lui.
Davantage préoccupé par les suites de cette plainte pour viol que pour celles du double meurtre de Scheffer et Vaught, Gerald décida de quitter la Californie avec Charlene. Le couple se maria le 30 septembre 1978 à Reno dans le Nevada avant de s'installer dans le Texas.
Gerald avait réussi à mettre ses beaux-parents dans sa poche. Non seulement il les avaient convaincu que les accusations de Sally Jo n'étaient que pure diffamation mais il avait également réussi à obtenir des mains de Mercedes Williams une copie du certificat de naissance d'un cousin de Charlene, Stephen Feil. Grâce à ce document, Gerald parvint à se faire délivrer différents papiers sous cette nouvelle identité et ainsi, espérer retourner un jour sans crainte vers la Californie. En attendant, il se remit à travailler dans la région de Houston mais en connaissant la même instabilité professionnelle qu'autrefois tandis que Charlene avait trouvé un emploi dans une agence bancaire.
Gerald fut renvoyé à la suite d'une rixe sur son lieu de travail. Il ordonna à son épouse de plier bagage et le couple erra un temps entre Las Vegas et Reno. Finalement, Charles Williams dégota un job de chauffeur routier pour son beau-fils mais une fois encore, ce dernier fut incapable de le garder. Charlene parvint quant à elle à trouver le sien toute seule ; elle travailla dans un bureau pour une société agro-alimentaire et se fit grandement apprécier de son patron, jusqu'au point où une amitié se noua entre eux.
Gerald rencontra la fille de 11 ans du directeur de Charlene et de son épouse lorsque les deux couples partirent camper ensemble. Il fut aussitôt attiré puis hanté par la fillette, au point de faire ressurgir ses vieux démons. Mais pour une fois, Charlene s'opposa fermement à ce qu'il s'en prenne à elle, moins par humanité que par crainte que la police fasse un jour le lien avec eux et les suspectent.

### Brenda Judd et Sandra Colley
Le 24 juin 1979, Brenda Judd, 14 ans, et Sandra Colley, 13 ans, furent happées dans la camionnette des Gallego à la fête foraine de Washoe County Fair au Nevada contre la promesse de quelques dollars faciles en distribuant des tracts publicitaires. Charlene conduisit le van au nord-est de Reno sur I'Interstate 80 tandis qu'à l'arrière, Gerald violait les deux jeunes filles. Ils se garèrent ensuite vers le lac asséché de Humboldt Sink.
Au cours des deux heures suivantes, Gerald se reposa et regarda Charlene forcer les filles à se livrer à des actes sexuels. Gerald se saisit d'une pelle enfoncée sous le siège de leur fourgonnette et empoigna Sandra hors du véhicule, lui forçant le pas jusqu'au lit d'un ruisseau asséché. Il s'avança ensuite derrière elle et la frappa à plusieurs reprises. Ensuite, Gerald battit à mort Judd et creusa un profond trou, y précipitant leurs corps nus et recroquevillés avant de l'obstruer d'un rocher. Trois années durant, la police pensa que les adolescentes avaient fugué, jusqu'à ce que Charlene avoue leurs meurtres lors du procès de 1982. Leurs restes ne furent découverts qu'en novembre 1999 par un conducteur d'engin.

### juin 1979-avril 1980
Pendant que Gerald vivait de petits boulots et que Charlene avait conservé son emploi, le couple repartit vivre à Sacramento en septembre. Tous deux retrouvèrent du travail, occupant des postes à peu près similaires à ceux qu'ils occupaient à Reno : Charlene devint responsable des ventes chez un distributeur de viande et Gerald chauffeur routier. Evidemment, l'instable trentenaire ne tarda pas à plaquer son travail au bout de trois mois pour redevenir barman.
Une relative harmonie était néanmoins revenue au sein du couple, d'autant que les problèmes d'impuissance de Gerald semblaient s'être résolus. Gerald était désormais insatiable et Charlene - qui ne pouvait répondre seule à tant de sollicitation - fut soulagée qu'il trouva une maîtresse. Pourtant, cela ne suffisait apparemment pas à Gerald, de nouveau en proie à ses fantasmes lubriques.

### Stacy Ann Redican et Karen Twiggs
Le 24 avril 1980, Gerald et Charlene Gallego kidnappèrent Stacy Ann Redican, et Karen Twiggs, toutes deux âgées de 17 ans, à la sortie du Sunrise Mall à Citrus Heights, à vingt minutes au nord-est de Sacramento. Étrangement, les deux adolescentes ne paniquèrent pas lorsque Gerald dégaina son pistolet à l'arrière du van. Croyant qu'il s'agissait d'un jeu, elles discutèrent longtemps avec leur ravisseur, lui confiant que Stacy avait fugué du Nevada pour rendre visite à Karen. Gerald comprit alors que la police ne s'inquiéterait pas de leur disparition avant un moment.
Gerald prit le volant et roula le long de l'Interstate 80 jusqu'au Limerick Canyon près de Lovelock dans le Nevada. Charlene sortit de l'arrière de la fourgonnette, laissant le soin à son mari d'abuser des deux jeunes filles. Puis il les fit sortir du véhicule, les tua à coups de marteau et les enterra. Le couple passa la nuit à Winnemuca et sur ordre de Gerald, Charlene nettoya le van de fond en comble. Elle put dès lors se rendre au rendez-vous avec l'un de ses clients et acheter quelques vêtements de rechange pour Gerald qui avait tâché de sang les siens. Enfin, ils s'en retournèrent à Sacramento.
Les corps de Stacy Ann et de Karen furent découverts quelques jours plus tard par un groupe de promeneurs, en partie déterrés par des coyotes. Stacy fut rapidement identifiée à la morgue par sa mère et Karen grâce à ses empreintes dentaires.

### Avril-juin 1980
Charlene tomba une seconde fois enceinte mais cette fois, contre toute attente, Gerald se réjouit à l'idée de devenir père, pensant qu'une apparente vie de famille pouvait éloigner un peu plus les éventuelles suspicions sur ses viols et meurtres. Le couple renouvela son engagement mutuel le 1er juin lors d'une cérémonie de remariage, bien que cette fois Gerald contracta cette union sous l'alias de Stephen R. Feil.

### Linda Aguilar
Le 7 juin 1980, Gerald jeta son dévolu sur Linda Aguilar, une jeune auto-stoppeuse de 21 ans résidente de Port Orford dans l'Oregon qui ne correspondait pourtant pas à ses critères physiques. Hispano-américaine brune aux yeux noirs et à la peau mate, Linda était de surcroît enceinte comme l'était Charlene mais il demanda l'avis de celle-ci qui accepta de la faire monter dans leur van à condition de ne pas lui faire de mal. Malgré cela, Gerald n'en fit qu'à sa tête : il ordonna à Charlene de prendre le volant tandis qu'il ligotait Linda sous la menace d'un 357 Magnum. Ils se garèrent en pleine forêt dans le sud de l'Oregon et Gerald s'isola avec sa captive pendant que Charlene les attendait. Visiblement dépité de ne pas avoir obtenu un rapport sexuel avec Linda selon les déclarations de Charlene au procès, Gerald remonta avec sa captive dans le véhicule. Il prit le volant à son tour et roula un long moment à travers les montagnes. Enfin, il s'arrêta dans un endroit désert, fit sortir Linda, la frappa à coups de pierre puis l'étrangla.
Les policiers ne s'inquiétèrent pas de la disparition de cette jeune femme connue pour ses mœurs libres. Mais lorsque son corps fut retrouvé le 22 juin à Gold Beach (Oregon) le long de l'autoroute 101, enfermé dans un sac, ils portèrent aussitôt leurs soupçons sur son petit ami - un jeune homme connu pour l'avoir déjà violenté - car une hachette et du sang avaient été retrouvés à leur domicile commun. Ils chargèrent donc ce dernier, se souciant peu du témoignage d'une personne qui avait vu une jeune femme enceinte aux cheveux bruns entrer dans un van de couleur claire le jour de la disparition de Linda.

### Virginia Mochel
La relation entre les deux époux criminels se compliqua dès lors qu'ils s'enfoncèrent de plus en plus dans la boisson, Charlene commençant même à s'adonner à la cocaïne. Un soir de libations du 16 juillet pendant lequel ils avaient fait halte dans un bar de Sacramento, le Sail Inn, afin de fêter les 34 ans de Gerald, ce dernier proposa à Virginia Mochel, une blonde et svelte barmaid de 31 ans, de fumer de l'herbe avec eux après la fermeture. Celle-ci refusa et devant l'insistance de Gerald, passablement éméché, Charlene le poussa hors de l'établissement afin de lui signifier que s'il devait s'en prendre à elle, la police ferait automatiquement le lien avec eux, d'autant qu'elle avait été vue en train de discuter longuement avec Virginia pendant la soirée. Mais une fois encore, Gerald ne voulut rien entendre : lorsque Virginia eut baissé le rideau, il la força à grimper dans le van sous la menace de son 357. Charlene éprouva beaucoup d'agacement mais céda une fois de plus malgré les supplications de Virginia à être relâchée. Pour la première fois, ils emmenèrent leur victime non pas vers un endroit reculé dans la nature mais à leur domicile conjugal. Charlene alluma le poste de télévision du salon et patienta pendant que son mari abusait de Virginia dans la chambre. Lorsque Gerald en ressortit en compagnie d'une Virginia très choquée, ce fut pour ordonner à son épouse de prendre le volant de la camionnette. Gerald étrangla Virginia pendant le trajet et jeta avec elle son corps à la sortie de Clarksburg, dans un endroit où ils avaient l'habitude de venir pêcher. Puis Gerald se débarrassa des effets personnels de sa victime pendant que Charlene fut contrainte de nettoyer le van comme à son habitude.
La disparition de la barmaid du Sail Inn fut tout de suite prise au sérieux par la police tant le départ volontaire d'une mère de famille sans ses deux enfants en bas âge leur paraissait inconcevable. Elle recueillit dès le lendemain les témoignages des patrons du bar qui avait non seulement vu un certain "Stephen" importuner Virginia jusqu'à la fermeture, mais qu'il était accompagné d'une prénommée "Charlene". Mieux encore, Gerald, qui s'était maladroitement étalé sur sa vie, leur avait dit s'appeler Feil et travailler dans un bar au nord de Sacramento. La police retrouva donc sans difficulté le dénommé "Stephen Feil" sur son lieu de travail. Gerald prétendit ne pas connaître Virginia Mochel ni savoir ce qu'elle avait bien pu devenir. Il admit seulement sa présence au Sail Inn la nuit dernière. Charlene tint le même discours fumeux, affirmant qu'ils étaient partis pêcher toute la journée avant de partir le soir se détendre au bar. Elle ajouta ne pas se souvenir de leur soirée en détails en raison de la grande quantité d'alcool qu'elle et son époux avaient ingurgité. Malgré leurs suspicions, les policiers durent desserrer leur étau sur le couple, faute d'éléments.
Mais le 2 octobre 1980, le cadavre de Virginia fut retrouvé les poings ligotés avec du fil de pêche dans une zone très prisée des pêcheurs, ce qui renforça l'idée chez les policiers que "les époux Feil" étaient impliqués. Ils auditionnèrent à nouveau Charlene qui demeura peu loquace, répétant une fois encore que son ivresse cette nuit-là avait altéré ses souvenirs.
Les enquêteurs en restèrent là.

### Craig Miller et Mary Elizabeth Sowers
le couple Gallego-Feil se retrouva à Sacramento après une séparation de deux mois pendant laquelle Charlene, violentée par Gerald, avait trouvé refuge chez ses parents tandis que Gerald avait pallié son absence en s'installant avec une ancienne maîtresse.
Le 1er novembre, les époux se réconcilièrent autour d'un dîner au restaurant suivi d'une sortie au cinéma, avant de se saouler en différents lieux de la capitale californienne. Ils arrêtèrent finalement leur Oldsmobile à 2h00 du matin sur le parking du centre commercial Arden Fair où Gerald repéra un jeune couple : Craig Miller, 22 ans, et sa fiancée Mary Elizabeth Sowers, 21 ans, avec laquelle il devait se marier le mois prochain.
Gerald alla à la rencontre des deux jeunes gens, les contraignant à le suivre jusqu'à sa voiture sous la menace d'un pistolet calibre .25. Intrigué par cet étrange manège, un ami de Craig s'approcha de la Oldsmobile mais fut vertement houspillé par Charlene qui le somma de déguerpir. L'ami s'exécuta mais eut la présence d'esprit de retenir le numéro de la plaque d'immatriculation.
Après avoir conduit jusqu'à un endroit isolé dans le comté d'El Dorado, Gerald ordonna à Craig de sortir de la voiture, Tandis que le jeune homme avait le dos tourné, s'apprêtant à faire quelques pas en avant, Gerald lui tira à bout portant à l'arrière du crâne sous le regard horrifié de sa fiancée. Puis il tira deux autres coups de feu dans sa tête alors qu'il gisait au sol. Gerald remonta ensuite dans le véhicule et commanda à Charlene de se rendre à leur appartement. Une fois sur place, Gerald emmena Mary Beth dans la chambre et la viola pendant plusieurs heures tandis que Charlene s'était assoupie devant le téléviseur. Lorsqu'il eut terminé, il ordonna à Charlene de se rendre dans une forêt près de Sierra College située à l'est de Sacramento. Immédiatement après être descendue de leur voiture, Mary Beth fut abattue de trois balles à bout portant et le couple diabolique retourna aussitôt à son appartement afin de le nettoyer.

## Arrestation
Dès le matin du 2 novembre, la police fut attentive aux déclarations de l'ami de Craig Miller qui les avait alerté : après vérification, Craig n'était pas venu travailler ce matin-là cependant que sa fiancée n'était pas rentrée chez eux, d'autant que sa voiture était restée garée sur le parking d'Arden Fair.
De plus, il s'agissait d'enfants de personnalités importantes : Craig était le fils d'un grand chef d'entreprise et Mary Beth la fille d'un scientifique de renom. Leur disparition n'allait donc sans doute pas tarder à faire la une de tous les journaux télévisés et de la presse écrite de la région. La police se devait de les retrouver au plus vite.
Au même moment, Gerald et Charlene jetaient l'arme du double meurtre ainsi que le sac à main de Mary Elizabeth Sowers dans la Sacramento River. Puis ils se rendirent chez les Williams afin de laver leurs draps de lit. Mais les policiers, grâce à l'ami de Craig Miller, avaient pu remonter jusqu'à Charlene et les attendaient de pied ferme au domicile de ses parents.
Gerald paniqua à la vue des véhicules de police. Il laissa donc Charlene affronter seule la situation. Comme elle l'avait anticipé, le numéro de la plaque minéralogique de la Oldsmobile avait dû être relevée par l'ami de Craig. Elle nia donc avoir utilisé le véhicule et avoir préféré la Triumph rouge de son mari pour sortir. Les enquêteurs inspectèrent toutefois la Oldsmobile et furent stupéfaits par sa propreté ainsi que sa correspondance à la description faite par l'ami de Craig. Avant de partir, un policier nota le numéro de plaque de la Triumph. La consultation du fichier des cartes grises à son retour lui apprit que le véhicule était enregistré au nom d'un certain "Stephen Feil". Il fit alors une copie du permis de conduire de l'intéressé et la présenta à l'unique témoin qui le reconnut formellement sur la photo. Pour ce dernier, il n'y avait pas de doute : c'était bien l'homme qui était au volant de la Oldsmobile dans laquelle ses amis Craig et Mary Beth étaient montés de force.
Gerald, rejoint par Charlene et sa Oldsmobile dans l'après-midi, retourna dans le comté d'El Dorado afin de récupérer le corps de Craig Miller avant qu'il ne soit retrouvé. Mais c'était trop tard : des promeneurs avaient fait la macabre découverte dans la matinée et averti les autorités.
Bien décidé à se débarrasser de toutes ses armes et munitions avant que la police ne remonte jusqu'à lui, Gerald fit la route jusque chez eux en compagnie de Charlene. Mais la police avait déjà cerné leur domicile. Ils prirent ainsi la fuite vers Reno où ils abandonnèrent leur véhicule et attrapèrent un bus pour Salt Lake City dans l'Utah. Ils gagnèrent ensuite Denver (Colorado) où ils obtinrent des faux papiers grâce à des mandats que leur avait envoyés le père de Charlene.
Charles Williams, que son beau-fils avait une fois de plus convaincu de son innocence dans l'affaire du double meurtre de Miller et Sowers, commença aussi bien à douter de la sincérité de Gerald qu'à s'inquiéter du devenir de sa fille à ses côtés. Il décida finalement de révéler aux policiers que Stephen Feil n'était rien d'autre qu'un prête-nom utilisé par Gerald Gallego, la véritable identité de son gendre. Il les informa également des accusations de viol sur sa fille Sally Jo qui pesaient contre lui.
C'est ainsi que la police découvrit dans ses fichiers le lourd passif de Gerald Gallego. Face à un suspect aussi dangereux, elle contacta immédiatement le FBI qui se lança à sa recherche.
Le couple se trouvait désormais à Omaha dans le Nebraska. Charlene contacta une nouvelle fois ses parents afin qu'ils leur envoie un mandat. Charles accepta mais avertit le FBI de l'endroit où Charlene et Gerald devaient le récupérer.
Le 17 novembre, sans heurt ni résistance, le duo se laissa appréhender par les fédéraux dans une officine Western Union d'Omaha.

## Procès
Les jours suivant l'arrestation de Gerald et Charlene Gallego, les enquêteurs s'attelèrent à accumuler un maximum de preuves. Ainsi, lorsque le corps de Mary Elizabeth Sowers fut découvert quatre jours plus tard dans le comté de Placer, la balistique permit de faire le lien avec le meurtre de son fiancé Craig Miller. Le van blanc que le couple avait revendu lorsqu'il s'était séparé fut également retrouvé ; les nouveaux acquéreurs avaient conservé une taie d'oreiller maculée de sang qui avait été négligemment laissée à l'intérieur. Le véhicule fut passé au peigne fin et les différents prélèvements furent envoyés au laboratoire d'État de Californie pour être analysés.
Gerald et Charlene Gallego furent par conséquent inculpés par la juridiction du comté de Sacramento pour l'enlèvement et les meurtres de Craig Miller et Mary Elizabeth Sowers.
Tous deux plaidèrent non coupables de ces chefs d'accusations. Les avocats de Charlene parvinrent néanmoins à convaincre les procureurs (attorneys) de plusieurs États et comtés de l'autoriser à témoigner contre Gerald dans le cadre d'un "Plea bargain" en échange d'une réduction de sa peine à seize ans et huit mois.
Le procès de Gerald débuta en novembre 1982. Il assura lui-même sa défense, assez maladroitement. Il chargea Charlene tout au long du procès, tentant de la discréditer et affirmant ne pas se souvenir des meurtres pour lesquels il était accusé, ce en raison de sa fréquente ivresse. Avant que le jury ne délibère, il leur demanda de croire ses paroles "sur leur foi et rien d'autre".
En juin 1983, Gerald fut condamné à mort pour les meurtres de Mary Beth Sowers et Craig Miller.
En juin 1984, il fut également condamné à la peine capitale au Nevada, cette fois pour les meurtres de Karen Twiggs et Stacy Redican. Mais en 1999, sa condamnation fut annulée. Il obtint le droit à une nouvelle audience de détermination de sa peine mais le nouveau jury prononça une nouvelle fois la peine de mort.
Gerald ne fut en revanche jamais poursuivi pour les six autres meurtres, notamment celui de Linda Aguilar en Oregon, la justice de cet État n'ayant pas jugé utile d'engager de coûteux frais de procédure cependant qu'il était déjà aux prises avec celles de Californie et du Nevada.
En juillet 1997, Charlene fut libérée après avoir purgé au Nevada la totalité de sa peine prévue. Pendant sa détention, elle avait étudié la psychologie, le commerce et la littérature islandaise.  Lors d'une interview, Charlene avait déclaré : 
« Il y a eu des victimes qui sont mortes et il y a eu des victimes qui ont survécu. Il m'a fallu énormément de temps pour réaliser que je suis l'une de celles qui ont survécu ».   
Elle a également affirmé durant cet entretien "avoir essayé de sauver certaines de leurs vies." Selon le magazine féminin Stay At Home Mum, Charlene vivrait sous une nouvelle identité du côté de Fair Oaks, près de Sacramento.
Le 18 juillet 2002, Gerald Gallego mourut d'un cancer du rectum dans un centre médical de la prison du Nevada tandis qu'il attendait son exécution.